# Опыты (Монтень)
«Опыты» (фр. Essais) — книга французского писателя Мишеля де Монтеня, впервые изданная в 1580 году. Стала первым произведением в жанре эссе, имела огромное значение для всей европейской культуры.

## История создания и публикации
Монтень начал работу над «Опытами» в 1570 году. В основу этого труда легли пометки на полях, которые Монтень делал в книгах ряда античных писателей с 1564 года. Первое издание «Опытов» в двух томах вышло в 1580 году в Бордо, второе, исправленное и дополненное, — в 1582 году. После смерти писателя Мари де Гурне подготовила в 1595 году третье издание.

## Проблема жанра
«Опыты» отличаются крайней прихотливостью построения. В них не прослеживается чёткий план, изложение подчиняется прихотливым извивам мысли, многочисленные цитаты чередуются с житейскими наблюдениями. Совсем короткие главы чередуются с пространными; самая большая глава «Опытов» — обладающая вполне самостоятельной ценностью «Апология испанского богослова Раймунда Сабундского». Вначале книга напоминала компиляцию античной учёности наподобие «Аттических ночей» Авла Геллия, но затем обрела своё неповторимое лицо. Монтень стал родоначальником жанра эссе, которому было суждено большое литературное будущее. Само слово «эссе» (с фр. essais — «опыты, попытки») в его современном значении обязано своим происхождением Монтеню.

## Восприятие
«Опыты» оказали огромное влияние на европейскую культуру. По словам одного из исследователей, «Шекспир полон реминисценций из Монтеня, Паскаль и Декарт спорили с ним, Вольтер его защищал; о нём писали, на него ссылались полемически или одобрительно Бэкон, Гассенди, Мальбранш, Боссюэ, Бейль, Монтескьё, Дидро, Руссо, Ламетри, Пушкин, Герцен, Толстой».